# Riu Naryn
Riu Naryn (kirguís: Нарын, rus: Нарын) és un llarg riu que neix a les muntanyes de Tian Shan a la república del Kirguizstan (Àsia central) i que avança cap a l'oest a través de la vall de Fergana a l'Uzbekistan. En aquest punt conflueix amb el riu Kara Darya, prop de Namangan per formar el Sirdarià. Té una llargària aproximada de 807 km i té un flux anual de 13,7 quilòmetres cúbics.
Els principals rius de Naryn són: el riu Kichi-Naryn, el riu At-Bashi, el riu On Archa, el riu Kadjyrty, el riu Chychkan, el riu Alabuga, el riu Kökömeren, etc.
Al llarg del curs del riu s'han construït diversos embassaments d'aigua que són claus en la generació d'hidroelectricitat de la zona. El més gran d'aquests embassaments és el de Toktogul al Kirguizstan i té una capacitat de 19,9 quilòmetres cúbics. Entre les preses més avall de Toktogul al Kirguizstan hi ha el Kurpsai, el Tash-Kumyr, el Shamaldysai i el Uch-Kurgansk. Per altra banda, els embassaments per sobre Toktogul al Kirguizstan són el Kambarata-2 i els embassaments d'At-Bashi; també hi ha planificada la construcció de dues preses més la Kambarata-1 i la Kambarata-3.
El riu passa al llarg del seu curs pels llocs següents: Kara-Say, província de Naryn, Naryn, Dostuk, província de Jalal-Abad, Kazarman, embassament de Toktogul, Kara-Köl, Tash-Kumyr.